# Upplands runinskrifter 201
Upplands runinskrifter 201 är en runsten som nu är inmurad i yttre, nordöstra hörnet på Angarns kyrkas sakristia i Angarns socken och Vallentuna kommun i Uppland.

### Runor

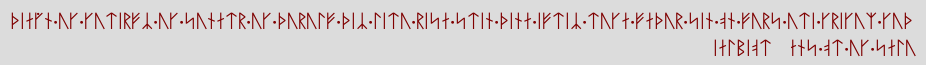
Runslingan på U 201

## Inskriften lyder

### Runor[2]
ᚦᛁᛅᚵᚾ᛫ᚢᚴ᛫ᚴᚢᛏᛁᚱᚠᛦ᛫ᚢᚴ᛫ᛋᚢᚾᛅᛏᚱ᛫ᚢᚴ᛫ᚦᚢᚱᚢᛚᚠ᛫ᚦᛁᛦ᛫ᛚᛁᛏᚢ᛫ᚱᛁᛋᛅ᛫ᛋᛏᛁᚾ᛫ᚦᛁᚾᛅ᛫ᛁᚠᛏᛁᛦ᛫ᛏᚢᚴᛅ᛫ᚠᛅᚦᚢᚱ᛫ᛋᛁᚾ᛫ᚮᚾ᛫ᚠᚢᚱᛋ᛫ᚢᛏᛁ᛫ᚴᚱᛁᚴᚢᛘ᛫ᚴᚢᚦ᛫ᛁᛅᛚᛒᛁᚮᛏᛅᚾᛋ᛫ᚮᛏ᛫ᚢᚴ᛫ᛋᛅᛚᚢ
Translitterering av runraden:
· þiagn · uk · kutirfʀ · uk · sunatr · uk · þurulf · þiʀ · litu · risa · stin · þina · iftiʀ · tuka · faþur · sin · on · furs · ut i · krikum · kuþ · ialbi ot ans · ot · uk · salu
Normalisering till runsvenska:
Þiagn ok Gautdiarfʀ(?) ok Sunnhvatr(?) ok Þorulfʀ þæiʀ letu ræisa stæin þenna æftiʀ Toka, faður sinn. Hann fors ut i Grikkium. Guð hialpi and hans, and ok salu.
Översättning till nusvenska:
Tägn och Götdjärv och Sunvat och Torulv de läto resa denna sten efter Toke sin fader. Han omkom ute i Grekland. Gud hjälpe hans ande och själ.

## Historia
Toke var troligen en väring i väringagardet, en livvakt hos den Bysantinska kejsaren i Konstantinopel.
Stenens ornamentala stil liknar U 276 som står vid Löwenströmska lasarettet i Upplands Väsby, cirka 15 kilometer väster om U 201.  Båda stenar har möjligen blivit ristade av samme, okände runmästare och  tillhör ristningarna i »Gunnarsstil».
Uppmålad 1993.